# مكتبة ديفيد ساسون

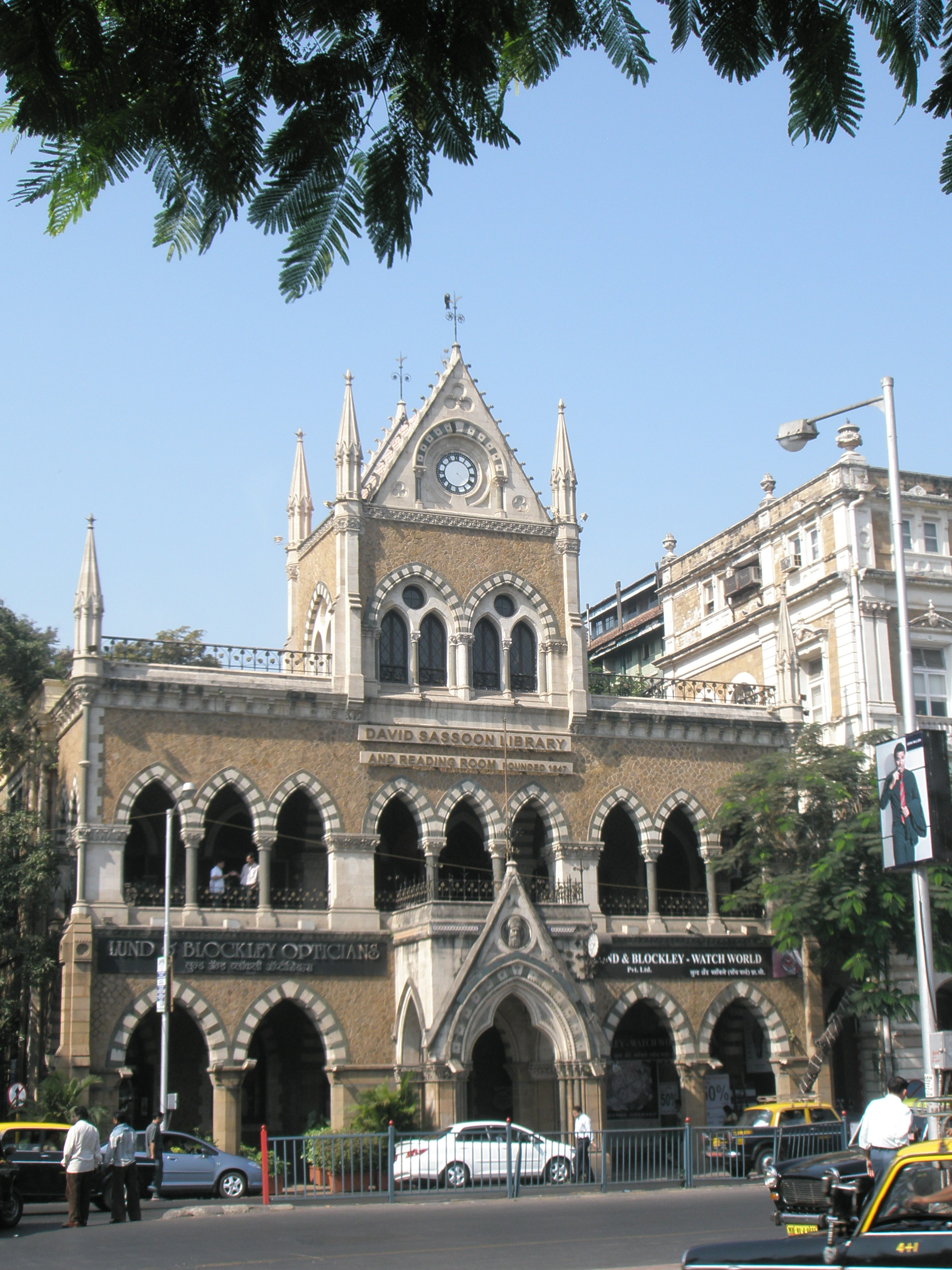
مبنى مكتبة ديفيد ساسون

مكتبة ديفيد ساسون اسم لمكتبة شهيرة في مومباي في الهند.
جائت فكرة بناء مكتبة وسط مدينة بومباي من قبل رجل الأعمال آلبيرت ساسون نجل اليهودي البغدادي ديفيد ساسون وكانت الفكرة في الأساس هي لبناء متحف ومكتبه للمجسمات الميكانيكية والتصاميم المعمارية. صمم المبنى المهندس المعماري جاي كامبل وشركة جنيرال اليكترك وبلغت كلفة المشروع 125 ألف روبية هندية تبرع آلبيرت ساسون بمبلغ 60 ألف فيما تكفلت حكومة مومباي بباقي المبلغ. تم اكمال البناء عام 1870م واستخدم في بنائه حجر مالاد الأصفر.
يوجد عند مدخل المكتبة تمثال من الحجر الأبيض لديفيد ساسون.
تعد المكتبة من أقدم الأبنية في المدينة وتحتوي على العديد من الوثائق والكتب التي يعود تاريخ بعضها إلى عام 1798م.